# Malanje
Malanje je město v Angole, které se nachází 380 km východně od Luandy. Je hlavním městem stejnojmenné provincie a žije v něm přibližně 604 tisíc obyvatel. Patří k nejrychleji rostoucím městům v Africe, ročně zde přibývá okolo šesti procent obyvatel.
Malanje leží na stejnojmenné řece v nadmořské výšce 1155 m. Průměrné teploty se pohybují mezi 20 a 24 stupni Celsia a roční srážky dosahují 1130 mm.
Název pochází z výrazu „ma-lanji“, který v kimbundštině znamená „kameny“, protože se zde překračovala řeka po balvanech ležících v korytě. Oblast byla součástí domorodého království Matamba, v roce 1857 zde Portugalci založili obchodní stanici a v roce 1862 pevnost Forte de Cabatuquila, roku 1895 se Malanje stalo okresním městem. Od roku 1957 je sídlem arcidiecéze Malanje. V době občanské války patřilo město k baštám MPLA. Malanje má letiště a je konečnou stanicí železnice z Luandy. V okolí se pěstuje bavlník, kávovník, maniok a kukuřice. V roce 2009 byla ve městě zřízena Univerzita Lueji A'Nkonde a polytechnický institut. Na fotbalovém stadionu Estádio 1º de Maio hraje místní tým Malanje Sport Clube. 
V blízkosti Malanje se nacházejí turistické atrakce jako národní park Cangandala, vodopád Kalandula a černé skály v Pungo Andongo.